# Angelus Eisinger
Angelus Eisinger (* 1964) ist ein Schweizer Städtebau- und Planungshistoriker. Er lebt und arbeitet in Zürich und Hamburg.

## Karriere
Angelus Eisinger ist habilitierter Städtebau- und Planungshistoriker mit sozial- und wirtschaftsgeschichtlichem Hintergrund. Eisinger arbeitete als Privatdozent am Departement GESS und ARCH der Eidgenössischen Technischen Hochschule Zürich (ETHZ). Zwischen 2005 und 2008 war er Professor für Städtebau und Raumentwicklung an der Hochschule Liechtenstein. Von 2008 bis 2013 war er als Professor für Geschichte und Kultur der Metropole an der HafenCity Universität Hamburg tätig. Dort baute er auch den Bachelor-Studiengang Kultur der Metropole auf. Seit 1. April 2013 ist Angelus Eisinger zudem Direktor der Regionalplanung Zürich und Umgebung (RZU).
Im Zentrum seiner Forschungs- und Unterrichts- und Praxistätigkeit stehen wirkungsgeschichtliche Untersuchungen der Architektur-, Stadt- und Raumentwicklung. Er hat zahlreiche Texte zu Urbanität, zur Rückübersetzungsproblematik in der Praxis der Planung sowie über die Rolle der Architekten und Planer bei Raumbildungsprozessen publiziert. Daneben ist er in der Beratung und Evaluation von Planungsprozessen tätig und beteiligt sich in Konzeptarbeiten bei städtebaulichen Wettbewerben und Planungsstudien.

## Publikationen

### Als Autor
Aufsätze
- Architektur als Weltlabor. Eine Renaissance. In: Marion Sauter (Reg.): Die ökologische Stadt. Entwürfe von Studierenden der Hochschule Liechtenstein, Masterkurs „Design Theory“. Michael Imhof Verlag, Petersberg 2007, S. 40–44, ISBN 978-3-86568-336-6 (Katalog der gleichnamigen Ausstellung, Deutsches Architekturmuseum, 7. Dezember 2007 bis 3. Februar 2008).
- Waterfront Development in Hafenstädten. In: Angeli Sachs (Hrsg.): Global Design. Internationale Perspektiven und individuelle Konzepte. Lars Müller, Zürich 2010, S. 140–141, ISBN 978-3-03778-154-8.
- Kein schöner Land? In: Karton, Nr. 17, Januar 2010, S. 37–41.
- The Open City and Its Historical Context. In: Tim Rieniets, Jennifer Sigler, Kees Christiaanse: Open City. Designing Coexistence. SUN, Amsterdam 2009, S. 37–49, ISBN 978-90-8506-783-2.
- Hans Marti und die Frage nach der Stadt. Diagnosen, Positionsbezüge, Akzente und Manifestationen. In: Claude Ruedin, Michael Hanak (Hrsg.): Hans Marti. Pionier der Raumplanung. GTA-Verlag, Zürich 2008, S. 207–215, ISBN 978-3-85676-236-0.
- Stop making sense. In: Reto Geiser (Hrsg.): Explorations in Architecture. Teaching Design Research. Birkhäuser, Basel 2008, S. 14–25, ISBN 978-3-7643-8921-5.
- Vom Périph zum boulevard central. Notizen aus einem urbanistischen Labor für die Stadt des 21. Jahrhunderts. In: Archithese, Bd. 3 (2009), ISBN 978-3-7212-0707-1 (zusammen mit Nina Brodowski und Jörg Seifert).
- Über die Grenzen. Annäherung an den Wirtschafts- und Lebensalltag im Alpenrheintal. In: Mario Broggi (Hrsg.): Alpenrheintal. Eine Region im Umbau; Analysen und Perspektiven der räumlichen Entwicklung (Schriftenreihe der Rheticus-Gesellschaft; Bd. 47). Verlag der LAG, Vaduz 2006, S. 28–37, ISBN 978-3-7211-1066-1 (zusammen mit Stefan Kurath).
- Die emergente Rolle der Architekten. In: Emerging Realities (Grazer Architektur Magazin; Bd. 4). Springer, Wien 2007, S. 154–175, ISBN 978-3-211-48860-7 (zusammen mit Stefan Kurath).
- Jetzt die Zukunft. Einschreibeprozesse soziotechnischer Stadtlandschaften. In: Urbanity not Energy[1] (Grazer Architektur Magazin; Bd. 5). Springer, Wien 2009, S. 80–91, ISBN 978-3-211-79203-2 (zusammen mit Stefan Kurath).

Monografien
- Städte bauen. Städtebau und Stadtentwicklung in der Schweiz 1940-1970. gta Verlag, Zürich 2004, ISBN 3-85676-148-9 (zugl. Habilitationsschrift, Technische Universität Zürich 2003).
- Die Stadt der Architekten. Anatomie einer Selbstdemontage (Bauwelt-Fundamente; Bd. 131). Birkhäuser, Basel 2006, ISBN 978-3-7643-7064-0.
- Zürich baut. Konzeptioneller Städtebau. Birkhäuser, Basel 2007, ISBN 978-3-7643-7996-4 (zusammen mit Iris Reuter).

### Als Herausgeber
- urbanRESET. Freilegen immanenter Potenziale städtischer Räume[2] Birkhäuser, Basel 2012, ISBN 978-3-0346-0776-6 (zusammen mit Jörg Seifert).
- Stadtland Schweiz. Untersuchungen und Fallstudien zur räumlichen Struktur und Entwicklung in der Schweiz. Birkhäuser, Basel 2003, ISBN 978-3-7643-7354-2 (zusammen mit Michel Schneider).

## Akademische Mitarbeiter
- 2004–05: Christian Mueller Inderbitzin[3]